# Skuggrimularia
Skuggrimularia (Rimularia gibbosa) är en lavart som först beskrevs av Erik Acharius, och fick sitt nu gällande namn av Coppins, Hertel & Rambold. Skuggrimularia ingår i släktet Rimularia och familjen Trapeliaceae.  Arten är reproducerande i Sverige. Inga underarter finns listade i Catalogue of Life.